# Katolicki liberalizm
Katolicki liberalizm – zespół poglądów wyznawanych przez katolików popierających ideologię liberalną i dążących do tego, by Kościół uznał ustrój społeczny oraz polityczny opierający się na liberalizmie. Ruch ten ma swoją genezę w rewolucji francuskiej.

## Manifest Lamennaisa
Za pierwszą manifestację katolickiego liberalizmu uznaje się ukazanie w 1830 roku we Francji dziennika „L'Avenir”, którego założycielem był ksiądz Hugues-Félicité-Robert de Lamennais.
W ostatnim wydaniu „L’Avenir” ukazał się manifest głoszący, iż:
- kult musi być rozdzielony od władzy, która nie powinna ingerować w nauczanie i ceremonie religijne,
- powinna istnieć całkowita wolność prasy,
- wolność wychowania i wolność kultu powinny iść ze sobą w parze, ponieważ oba pojęcia są formą manifestowania własnych poglądów,
- wolność zrzeszania się nie powinna być w jakikolwiek sposób ograniczona.

Papież Grzegorz XVI potępił manifest Lamennaisa w encyklice Singulari nos.

## Katolicki liberalizm współcześnie
Wśród postulatów mających za cel reformę współczesnego Kościoła katolickiego wysuwanych przez liberalnych katolików znajdują się:
- zaakceptowania przez Kościół kapłaństwa kobiet i zniesienia obowiązkowego celibatu wśród duchownych
- uznania prawa do antykoncepcji, eutanazji, aborcji, rozwodu, zapłodnienia in vitro
- zaprzestania uważania aktów homoseksualnych za grzech[5].

Wszystkie postulaty i poglądy liberalno-katolickie są potępiane przez Kościół jako stojące w sprzeczności z zasadami wiary i moralności katolickiej.
W nieco innej formie katolicki liberalizm występuje w Liberalnym Kościele Katolickim.